# Приводнение DC-7 в Ситке
Приводнение DC-7 в Ситке — авиационная авария (вынужденное приводнение) пассажирского самолёта Douglas DC-7CF авиакомпании Northwest Orient Airlines, произошедшая в понедельник 22 октября 1962 года в бухте Ситка (штат Аляска), при этом никто из находившихся на борту 102 человек не погиб.

## Самолёт
Douglas DC-7C с заводским номером 45204 и серийным 792 был выпущен в апреле 1957 года. Авиалайнер получил бортовой номер N285 и в мае поступил к заказчику — американской авиакомпании Northwest Airlines (сама она себя в рекламе называла Northwest Orient Airlines). Впоследствии был доработан до модели DC-7CF. Его четыре силовые установки состояли из 18-цилиндровых двигателей Wright R3300-18. Общая наработка лайнера составляла 17 176 лётных часов.

## Экипаж
Лётный экипаж состоял из четырёх человек:
- Командир воздушного судна — 48-летний Винтон Р. Хэнсон (англ. Vinton R. Hanson[5]). Имел общий налёт 15 772 часа, в том числе 1579 часов на DC-7.
- Второй пилот — 37-летний Эрл К. Перри (англ. Earl C. Perry). Имел общий налёт 12 579 часов, в том числе 1925 часов на DC-7.
- Бортинженер — 48-летний Дональд Э. Хакетт (англ. Donald E. Hackett). Имел общий налёт 11 590 часов, в том числе 3126 часов на DC-7.
- Пилот-инструктор — 44-летний Фрэнсис Х. Келлогг (англ. Francis H. Kellogg). Имел общий налёт 13 374 часа, в том числе 948 часов на DC-7.

В салоне работали три бортпроводника:
- Ричард Д. Чиннок (англ. Richard D. Chinnock),
- Кэтрин Э. Оллинджер (англ. Kathryn E. Ollinger),
- Рут Э. Фуллертон (англ. Ruth E. Fullerton).

Весь экипаж имел необходимую квалификацию, отдых лётного экипажа перед полётом составлял более суток.

## Хронология аварии
Авиалайнер был зафрахтован Военно-воздушной транспортной службой для выполнения пассажирского рейса NW293 с авиабазы Маккорд (штат Вашингтон) на авиабазу Элмендорф-Ричардсон (штат Аляска). Согласно плану полёта, продолжительность рейса должна была составлять 5 часов 16 минут. На борту помимо 7 членов экипажа находились и 95 пассажиров: военные и члены их семей. В 16:58 авиалайнер взлетел с авиабазы Маккорд и вскоре занял предписанную ему по плану высоту 14 тысяч футов (4,3 км). Полёт на протяжении двух часов проходил в облаках, в которых наблюдалось обледенение от малого до умеренного. При этом была включена противообледенительная система, что позволяло как-то компенсировать влияние обледенения. Тем не менее, к 19:44 экипаж запросил у диспетчера и получил разрешение подниматься до высоты 20 тысяч футов (6,1 км). Режим двигателей был несколько увеличен, а затем и вовсе увеличен до взлётного, так как отложения льда на самолёте всё же имелись.
Когда лайнер достиг высоты в 20 тысяч футов, бортинженер сразу начал уменьшать мощность двигателей. Сперва был уменьшен режим обоих крайних двигателей (№ 1 и 4), но когда только начали уменьшать режим внутреннего левого двигателя (№ 2), то мощность (BMEP) упала сперва вдвое — с 172 до 80 единиц, а затем ещё до 50, то есть до режима холостого хода. Подозревая обледенение карбюратора, бортинженер сперва применил впрыск спирта, затем подогрев, а потом и обе эти меры сразу, но всё было тщетно. Не помогло и аварийное обогащение топлива. Одновременно с этими мерами и спустя полминуты-минуту после возникновения неисправности в двигателе бортинженер заметил, что воздушный винт этого двигателя начал неожиданно увеличивать скорость вращения выше допустимого, идя в разнос. Сразу применили флюгирование винта, но тот продолжал увеличивать частоту вращения, которая по данным на 20:04 достигла 3300 мин-1. Мощность снизилась, при этом скорость самолёта в свою очередь уменьшилась до 150—155 узлов. Попытки зафлюгировать винт продолжались, при этом очень быстро снизился уровень масла, который вскоре оказался ниже нормального. Перекачка масла из вспомогательного бака привела к тому, что там масло также быстро закончилось, при этом винт продолжал быстро вращаться. Тогда командир сразу снизил мощность и начал снижаться, а по радиосвязи было объявлено о чрезвычайной ситуации. В сложившейся ситуации тут же было принято решение о посадке на воду, причём близ острова Баранова, до которого было около 70 миль. Продолжая снижение в облаках, авиалайнер занял новый курс.
На высоте шесть тысяч футов (1830 метров) пилоты смогли разглядеть сквозь облака воду, а на четырёх тысячах футов (1220 метров) поверхность океана просматривалась достаточно чётко. Снизившись до высоты пятисот футов (150 метров), экипаж, удерживая её, продолжил полёт до острова Баранова. Но когда они пролетали над бухтой Ситка (en:Sitka Sound) близ острова Биорка (en:Biorka Island), то многие в кабине, включая командира, увидели, что передняя часть двигателя № 2 вишнёво-красного цвета и от неё отлетают металлические частицы. Тогда командир принял решение садиться немедленно. Высота волн составляла 6—8 футов (2—2,5 метра), когда в 20:52 (12:52 местного времени) с полностью выпущенными закрылками на скорости 95 узлов (176 км/ч) «Дуглас» совершил приводнение. Касание было гладким, но затем раздались два удара: последовательно слабый и сильный. Из-за ударов слетел с места заготовленный в кабине спасательный плот, а также попадали подносы для посуды, но никто на борту не был ранен при посадке, лишь при эвакуации несколько человек получили небольшие травмы. Самолёт внешне также пострадал незначительно, лишь были загнуты лопасти воздушных винтов. Лейтенант Дэвид Айронс (англ. David Irons), который был лётчиком спасательного вертолёта, описывал также дым и огонь в районе второго двигателя. Экипаж тут же начал эвакуацию, помогая пассажирам садиться в спасательные плоты. Командир со вторым пилотом остались в кабине и выкинули через правое окно наружу десятиместный плот. Эвакуация заняла по времени около 2,5—3 минут и в 20:57, через пять минут после приводнения, все пассажиры были эвакуированы в 6 (по другим данным в 5) спасательных плотов. Как позже было отмечено в ходе расследования, эвакуация прошла в соответствии с установленными инструкциями, не считая отдельных недоразумений: когда ремни крепления плотов разрезали специальными ножами, то несколько пассажиров по ошибке взяли ножи и от других плотов, поэтому пришлось использовать карманные ножи. Температура воздуха в это время составляла 53° F (12° C), тихо, температура воды — 56° F (13° C).
Они все выбрались на крылья и сели в спасательные плоты. Есть ребёнок, который проглотил морской воды на дне одного из плотов. Это единственное происшествие. А сам ребёнок в порядке.лейтенант Дэвид Айронс
Вскоре к месту посадки прибыли заранее предупреждённые спасательные службы, которые сняли людей с плотов. Никто из 102 человек на борту не погиб. 6 человек получили некоторые травмы, из которых самой существенной был перелом ноги. Сам авиалайнер оставался на плаву примерно 24 минуты, после чего затонул на глубине около 250 футов (76 метров). Впоследствии он был списан.

## Расследование
На момент происшествия наработка левой внутренней силовой установки составляла всего 202 часа с момента последнего ремонта, что гораздо меньше установленных пределов. Последовательность событий развития аварийной ситуации указывает, что произошёл отказ компонентов в узле двухскоростного приводного нагнетателя. В случае возникновения этого отказа требуется как можно быстрее зафлюгировать винт, чтобы избежать дальнейшего разрушения двигателя. Однако в этом случае полёт проходил в условиях обледенения, поэтому экипаж и подумал сперва, что возникший отказ двигателя был вызван обледенением, что и привело к задержке с флюгированием двигателя. Когда, летя над водой на высоте 500 футов, пилоты увидели, что двигатель горит и вот-вот начнёт разрушаться, то (с учётом погоды и местности) решение о приводнении оказалось единственно верным. Само приводнение прошло успешно, а все 95 пассажиров и 7 членов экипажа на борту были эвакуированы, при этом никто не погиб и не получил травм, что даже члены комиссии признали выдающимся подвигом. Кроме высокой квалификации экипажа, в том числе и высокого уровня подготовки по действиям в случае приводнений, благополучному исходу способствовали достаточный запас времени (около 45 минут) на подготовку пассажиров и самолёта к приводнению, практически идеальные погодные условия и ровная морская поверхность, а также то, что пассажирами на борту были военные, которые чётко и своевременно выполняли команды экипажа.
Все пассажиры сделали именно то, что мы им сказалистюардесса Кэтрин Э. Оллинджер
Причиной аварии был назван неконтролируемый рост скорости вращения воздушного винта, вызванный отказом в узле нагнетателя силовой установки № 2. Согласно итоговому отчёту, никаких замечаний по предотвращению подобных происшествий сделано не было.

## Трагедия борта N290
Через 7 месяцев после происшествия с бортом N285, 3 июня 1963 года произошла одна из крупнейших катастроф в истории самолётов Douglas DC-7. Такой же Douglas DC-7CF компании Northwest Airlines, но борт N290, выполнял точно такой же рейс 293 с авиабазы Маккорд на авиабазу Элмендорф, а на его борту находились 95 пассажиров и 6 членов экипажа. Полёт выполнялся на высоте 14 тысяч футов, а через пять часов экипаж запросил разрешение подняться на высоту 18 тысяч футов. Однако диспетчер был вынужден отказать, так как на этой высоте уже находился другой самолёт. Экипаж подтвердил указание оставаться на прежней высоте, но больше рейс 293 не отвечал. На следующий день поисковые самолёты обнаружили отдельные обломки в океане к юго-западу от архипелага Александра, однако не только выживших, но и даже тел найти не удалось. Таким образом был сделан вывод, что борт N290 потерпел катастрофу в Тихом океане, а все на его борту (101 человек) погибли. Из-за малого количества обломков и отсутствия каких-либо улик причины катастрофы установить не удалось.

### Комментарии
1. ↑  Здесь и далее указано Среднее время по Гринвичу (GMT).